# スージー・デント

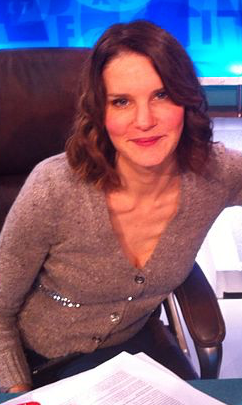
スージー・デント

スージー・デント(Susie Dent, 1964年11月19日 - )は、イギリスの辞書学者。
イングランド南部サリー中部の町、ウォキングで生まれた。オクスフォード大学でフランス語とドイツ語を学んだ後、アメリカで語学教師として働いたり、ドイツの出版社で働いた後、オクスフォード大学出版（OUP）で働く。1992年以来イギリスの人気クイズ番組「カウントダウン」で単語の審査係として出演し、のべ1000回以上の回を重ねている。2000年ごろOUPを辞めてから、現在は作家として、また、ニュースでの言語にかかわるディスカッションなどに参加している。出版物に「ラングエッジ・レポート」シリーズ(2003、2004、2005)がある。